# ووری، کوئینزلند
ووری (به انگلیسی: Woree) یک حومه شهر در استرالیا است که در کوئینزلند واقع شده‌است.